# 武藤山治 (日本社会党)
武藤 山治（むとう さんじ、1925年7月8日 - 2001年5月29日）は、日本の政治家。位階は正三位。日本社会党衆議院議員。

## 来歴・人物
栃木県足利市出身。青年時代は勤労学生で、衆議院議員・金子益太郎の秘書をしながら早稲田大学政経学部を卒業する。その後、同大の大学院に進むが、1952年に大学院を中退して群馬県立館林女子高等学校の教員に就職。1955年、栃木県県議会議員に当選して2期務めたあと1960年の第29回衆議院議員総選挙で初当選を果たし、通算10期務めた。この間1977年に党政審会長、1986年に党副委員長、1988年に党代議士会会長を歴任した。一方で党内右派の政権構想研究会代表を務め、1981年に行われた日本社会党委員長選挙では飛鳥田一雄委員長の対抗馬として立候補し、落選。
1990年再選し、1991年 - 1992年衆議院商工委員長。1991年社会党シャドーキャビネットの通産相に就任。1993年の選挙に落選し、政界から引退。
社会党委員長村山富市が内閣総理大臣を務めていた1995年に勲一等旭日大綬章を受章。
2001年5月29日死去。75歳没。死没日をもって正三位に叙される。